# Соколовка (Краснодарский край)
Соколовка — хутор в Тбилисском районе Краснодарского края Российской Федерации.
Входит в состав Нововладимировского сельского поселения.

## Население
| 2002 | 2010 |
| ---- | ---- |
| 35   | ↗42  |

- ул. Степная.